# Carolina Pérez Pallares
Carolina Pérez Pallares (* 1980 in Quito) ist eine ecuadorianisch-chilenische Künstlerin.

## Werdegang
Pallares ist Absolventin der Staatlichen Akademie der Bildenden Künste Karlsruhe. Seit 2020 ist sie Mitglied der Galerie b2_ in Leipzig und seit 2021 im Deutschen Künstlerbund.

## Lehrtätigkeit
Carolina Pérez Pallares unterrichtet auf der Burg Giebichenstein der Kunsthochschule Halle Künstlerische Praxis.
Zudem hielt sie mehrere Vorträge und Workshops an internationalen Kunsthochschulen, unter anderem an der Akademie der Bildenden Künste in Karlsruhe, der Akademie der Bildenden Künste in München, an der Universidad de Chile und an der Universidad Central de Quito.

## ProjektOn the Quiet
Das von Pérez Pallares in Zusammenarbeit mit Benjamin Appel entwickelte Ausstellungskonzept On the Quiet basiert auf der Idee einer „Ausstellung aus dem Koffer“. Die Künstler füllten ein Paket mit Kunstwerken und ortsspezifischen Installationskonzepten. Schirin Kretschmann zufolge thematisiert das Konzept „den globalen Warenaustausch, die verstärkte Nutzung von Lieferdiensten und das ständige Risiko des Verlusts auf dem gewöhnlichen Versandweg“. Es wurde u. a. in folgenden Museen präsentiert:
- 17. November 2019 – 23. Februar 2020: Galerie Stadt Sindelfingen (zudem Kuratorin)[8]
- 2. April – 14. Juni 2020: Kunsthalle Mannheim (zudem Kuratorin)[9]
- 2021: Museo de Arte Contemporáneo (MAC), Universidad de Chile, Santiago de Chile
- 2021: Städtische Galerie Fruchthalle, Rastatt

## Ausstellungen (Auswahl)

### Einzelausstellungen
- Museo de Arte Contemporáneo – Universidad de Chile[6]
- Museo de Arte Contemporáneo, Quito[6]
- Kunstraum V8 Plattform, Karlsruhe[6]
- Cité Internationale des Arts, Paris[6][10]

### Gruppenausstellungen
- Kunsthalle Würth, Schwäbisch Hall[11]
- Centro de Arte Contemporáneo, Quito
- Neue Galerie im Höhmannhaus der Kunstsammlungen & Museen Augsburg
- Kunsthalle Mannheim[12]
- La Kunsthalle Mulhouse
- Halle 14[13]
- Forum Würth, Arlesheim[11]
- Kunsthalle Basel[11]